# Verónica Toussaint
Verónica Eréndira Toussaint Rincón Gallardo (Monterrey, Nuevo León, 15 de marzo de 1976-Ciudad de México, 16 de mayo de 2024), conocida como Verónica Toussaint, fue una presentadora de televisión, actriz y comediante mexicana.
Entre sus trabajos más destacados se encuentra su participación como presentadora de los programas ¡Qué importa! (2016-2020) y ¡Qué chulada! (2020-24), y sus intervenciones como actriz en las películas Oso polar (2017) y  Cosas imposibles (2021). 

## Biografía y carrera

### Primeros años
Verónica Eréndira Toussaint Rincón Gallardo nació el 15 de marzo de 1976 en Monterrey, Nuevo León, siendo la menor de los tres hijos de una terapeuta familiar, además de florista y un contador. Su familia, de buena posición económica, era originaria de la Ciudad de México, por lo que al poco tiempo de nacida fue llevada a vivir allí.
Se graduó como licenciada en comunicación de la Universidad Anáhuac México, una institución privada. No obstante, su verdadera pasión era la actuación, por lo que decidió prepararse como actriz en el Núcleo de Estudios Teatrales, una escuela privada especializada en la formación de histriones.

### Incursión artística
En 2001, hizo su debut como actriz participando con un papel secundario en la telenovela Cara o cruz, producida por Telemundo.
Años más tarde, se estableció en la televisora Imagen Televisión, donde se consagró como comediante gracias al programa ¡Qué importa!, una emisión cómica de noticias a la que se integró en 2016 y que abandonó en 2020. En 2018, consiguió su primer y único Premio Ariel en la categoría a mejor coactuación femenina, presea obtenida gracias a su trabajo en la película Oso polar de 2017. Dicha producción también le valió el premio a mejor actriz en el Festival Internacional de Cine de Hermosillo de 2018.
En 2021, tuvo un papel secundario en la cinta Cosas imposibles, que aunque fue muy breve y sin diálogos, destacó por su sincronía de labios cantando la canción «El día» interpretada por Angélica María.
Desde 2020 y hasta el final de su carrera, fue presentadora del programa de Imagen Televisión, ¡Qué chulada!, en el que en 2021, compartió públicamente que tenía cáncer de mama.

## Enfermedad y muerte
El 16 de mayo de 2024, luego de permanecer hospitalizada durante diez días en un nosocomio de Ciudad de México, Toussaint falleció a los 48 años de edad, a causa del cáncer de mama que padecía. El 18 de mayo, después de la realización de su funeral en el Panteón Francés de San Joaquín, su cuerpo fue cremado y sus cenizas fueron entregadas a su familia. Su hermano compartió que a voluntad de Toussaint, sus restos serían esparcidos en un lugar que ellos escogerían más tarde.

## Filmografía

### Cine
| Año  | Título                                     | Papel                 | Notas                              |
| ---- | ------------------------------------------ | --------------------- | ---------------------------------- |
| 2003 | The Brothers Garcia: Mysteries of the Maya | Recepcionista         | Telefilme                          |
| 2004 | Conejo en la luna                          | Señora de la embajada |                                    |
| 2006 | Amor xtremo                                | Betty                 |                                    |
| 2007 | Fidelitas                                  | Personaje desconocido | Cortometraje                       |
| 2008 | La luz de la oscuridad                     | Helena                | Cortometraje                       |
| 2008 | Erótica: Luz de Luna                       | Susana                | Acreditada como Verónica Toussaint |
| 2009 | El Titan                                   | Date                  | Cortometraje                       |
| 2017 | Oso polar                                  | Flor Pastrana         |                                    |
| 2017 | Cuernavaca                                 | Joven reportera       |                                    |
| 2021 | Cosas imposibles                           | La cantante           |                                    |
| 2023 | Papá o mamá                                | Alejandra             |                                    |

### Doblaje
| Año de trabajo | Título                  | Papel     | Actriz doblada   | Notas            |
| -------------- | ----------------------- | --------- | ---------------- | ---------------- |
| 2019           | Abominable              | Dra. Zara | Sarah Paulson    | Película animada |
| 2020           | Dolittle                | Tutu      | Marion Cotillard |                  |
| 2022           | DC League of Super-Pets | Merton    | Natasha Lyonne   | Película animada |
| 2024           | Kung Fu Panda 4         | Zhen      | Awkwafina        | Película animada |

### Televisión
| Año       | Título                              | Papel                 | Notas                                                                                   |
| --------- | ----------------------------------- | --------------------- | --------------------------------------------------------------------------------------- |
| 2001      | Cara o cruz                         | Alejandra             |                                                                                         |
| 2004      | Amarte es mi pecado                 | Jazmín                |                                                                                         |
| 2004      | The Brothers García                 | Recepcionista         | Temporada 3, episodio 12: «When the Time Comes»                                         |
| 2007      | 13 miedos                           | Carmen                | Temporada 1, episodio 7: «Nuevo comienzo»                                               |
| 2008      | La doble vida                       | Mariana               | Tres episodios                                                                          |
| 2009      | Hermanos y detectives               | Personaje desconocido | Temporada 1, episodio 9: «Muerte en escena»                                             |
| 2010      | Capadocia                           | Sonia                 | Temporada 2, episodio 7: «Señor, ¿por qué me has abandonado?»                           |
| 2010      | Sexo entre cuatro                   | Ella misma            | Presentadora                                                                            |
| 2014      | Impractical Jokers Mexico           | Ella misma            |                                                                                         |
| 2016-2020 | ¡Qué importa!                       | Ella misma            |                                                                                         |
| 2018      | Comedy Central Duelo de Comediantes | Ella misma            | 6 episodios                                                                             |
| 2019      | LOL: Last One Laughing              | Ella misma            | 6 episodios, participante finalista                                                     |
| 2019-2020 | D-Generaciones                      | Ella misma            | Presentadora                                                                            |
| 2020      | Backdoor                            | Personaje desconocido | Temporada 1, episodio 67: «El que ríe último»                                           |
| 2020      | Miembros al aire                    | Ella misma            | Invitada                                                                                |
| 2020      | La Culpa es de La Malinche          | Ella misma            | 13 episodios                                                                            |
| 2020      | Ariel 62                            | Ella misma            | Presentadora                                                                            |
| 2020-24   | ¡Qué chulada!                       | Ella misma            | Presentadora                                                                            |
| 2022      | Los Hermanos Salvador               | Inspectora Zamora     | Temporada 1, episodio 1: «El regreso de los Hermanos Salvador, Parte 1»                 |
| 2022      | Madre Solo hay Dos                  | Tamara                | Acreditada como Verónica Toussaint Temporada 3, episodio 6: «Perderse para encontrarse» |
| 2022      | Divina Comida México                | Ella misma            | Presentadora, 4 episodios                                                               |
| 2022      | El minuto que cambió mi destino     | Ella misma            | Entrevista biográfica                                                                   |

### Videos musicales
| Año  | Título   | Artista          | Papel                 |
| ---- | -------- | ---------------- | --------------------- |
| 2019 | Railroad | Three Maze Stone | Personaje desconocido |

## Premios

### Premios Ariel
| Año  | Categoría                  | Trabajo nominado | Resultado | Ref.  |
| ---- | -------------------------- | ---------------- | --------- | ----- |
| 2018 | Mejor coactuación femenina | Oso polar        | Ganadora  | [ 5 ] |

### Festival Internacional de Cine de Hermosillo
| Año  | Categoría    | Trabajo nominado | Resultado | Ref.  |
| ---- | ------------ | ---------------- | --------- | ----- |
| 2018 | Mejor actriz | Oso polar        | Ganadora  | [ 7 ] |